# ROKA
RŌKA（ロカ）は、スタンフォード大学に在学していたカナレスとスペンサーが自分の理想的なウェアがなかったことからテキサス州オースティンのガレージでスタートしたトライアスロン・ブランド。
2013年にスタートして以来、多くの特許を取得し数々の受賞を受けたプロダクトで、何名ものアスリートが世界タイトルを獲得している。

## 概要
ROKAは地球上で最も優れたテクニカルアパレルを作ることで、人々に力とインスピレーションを与え心に火をつける、とアメリカ・テキサス州で誕生したアパレルメーカー。その他、トライスーツ、ゴーグル、バックパックやトレーニンググッズなどのアクセサリーもラインアップし、2013年にスタートして以来、多くの特許を取得し数々の受賞を受けたプロダクトで何名ものアスリートが世界タイトルを獲得している。
2016年のリオデジャネイロ・オリンピックでは18人の選手がROKAを着用し、金、銅メダルを獲得。2021年の東京オリンピック・パラリンピックではトライアスロン女子で母国に史上初の金メダルをもたらすという快挙を達成したフローラ・ダフィー選手（バミューダ）をはじめ、多くの選手、そしてTeam USAを製品でサポートした。
アイアンマントライアスロンの公式スポンサーでもある。

## 契約選手
"FASTEST IRONMAN SWIMMER ON THE PLANET" 「この地球上で最も速いアイアンマン・スイマー」の称号を誇るLucy Charles-Barclay（ルーシー・チャールズ・バークレー）。2016年にはプロ登録後わずか1年にして初優勝を達成。2017〜2019年にはアイアンマントライアスロン世界選手権（通称コナ）で3年連続準優勝。この間2018年大会では、世界で一番過酷と言われるコナのスイムコースで世界最速記録を樹立。2021年9月、米国ユタ州で開催されたIRONMAN 70.3世界選手権（セントジョージ大会）に出場し、念願の世界チャンピオンに輝く。今世界中で最も注目されているトライアスリートの一人。

## テクノロジー（取得特許）

### GEKO™ フィット&リテンションシステム
特許取得済みのGEKO™フィット&リテンションシステムは、ヤモリなどの爬虫類が持つ吸い付くように滑らない足元をヒントに開発された。ノーズパッドとテンプルパッドに独自のエラストマーを採用。親水性、耐薬品性に優れ、多方向のトラクションを快適にサポート。どんなに汗をかいても、どんな方向に動いても、跳ねても、振ってもグリップ力を失うことなく、滑りやすい顔の表面からフレームがずれ落ちる心配がない。

### ARMS-UP™ CONSTRUCTION アームアップ構造
ROKAウェットスーツでは、全てのモデルに特許技術であるアームアップ構造を採用し、肩回りの可動域を無限に開放し、ストロークの推進力を提供。腕の付け根が頭上に向けて広がり、バンザイをした形状のパネルを採用することで、ストロークのあらゆる段階でも機動性を向上させる。この特許取得済みの構造により肩周りの制限がなくなり、より少ない疲労でより速く泳ぐことが可能。

### IXI（アイ・エックス・アイ）テーピング&トリコット・ライナー
改良されたパワー伝達性と効率性。堅い自転車が貴重なワット数をより多く路面へ届けるように、ROKAウエットスーツはストロークが生み出すパワーをより多くの推進力に変換し、水中へと伝達する。 最新素材トリコット・ライナーと特許取得済みのIXIテーピングが上半身と下半身の動きを結び付け、パワー伝達性を向上。フィッシュテーリング（下半身のブレやバラつき）を抑制し、特に長時間の泳ぎによる疲労したコアマッスル（体幹部のインナーマッスル）のパワー伝達を改善。

### RSX® センターライン浮力構造
ROKAがウェットスーツ業界初として世に送り出した特許取得済みのこの構造では、上半身前面の首元から股下に向けた中心線に沿って浮力が高く、身体の外側輪郭部では浮力が抑えられてる。これによりセンターラインを軸として身体を左右に素早くローリングすることを可能にし、クロールでの無駄な動きを除去。

### RAPID SIGHT™ ラピッドサイト・テクノロジー
特許取得済みのRapidSight™ テクノロジーでは、革新的な設計と製造プロセスにより、ゴーグル上部のフレームのスリム化に成功。レンズの表面は、フレーム上部の方が目に近く、フレーム下部へ向かうに従い遠くに位置する。この計算された11°の傾斜と下に広がる「レトロスコピック」レンズ設計が、視野を拡大させ、最小限のヘッドアップでの素早い前方向確認＝「FIND FASTER」を実現。開かれた視界では、視点の照準を合わせる動作にかかるエネルギーを劇的に節約することができる。これにより、スイマーやトライアスリートがより高いパフォーマンスを発揮することを可能にする。